# Марге, Жиль
Жиль Марге́ (фр. Gilles Marguet; 3 декабря 1967, Понтарлье, Ду) — французский биатлонист и лыжник. Как биатлонист чемпион мира 2001 года, бронзовый призёр Олимпийских игр 2002 года в эстафете.

## Результаты

### Олимпийские игры
| Год  | Спринт 10 км | Гонка преследования 12,5 км | Индивидуальная гонка 20 км | Эстафета 4х7,5 км |
| ---- | ------------ | --------------------------- | -------------------------- | ----------------- |
| 2002 | 66           |                             |                            | 3                 |

### Чемпионаты мира[1]
| Год  | Спринт 10 км | Гонка преследования 12,5 км | Эстафета 4х7,5 км | Командная гонка |
| ---- | ------------ | --------------------------- | ----------------- | --------------- |
| 1993 | 71           |                             |                   | 3               |
| 2001 | 46           | 50                          | 1                 |                 |